# Zwangsarbeiterlager Seiferts Höhe

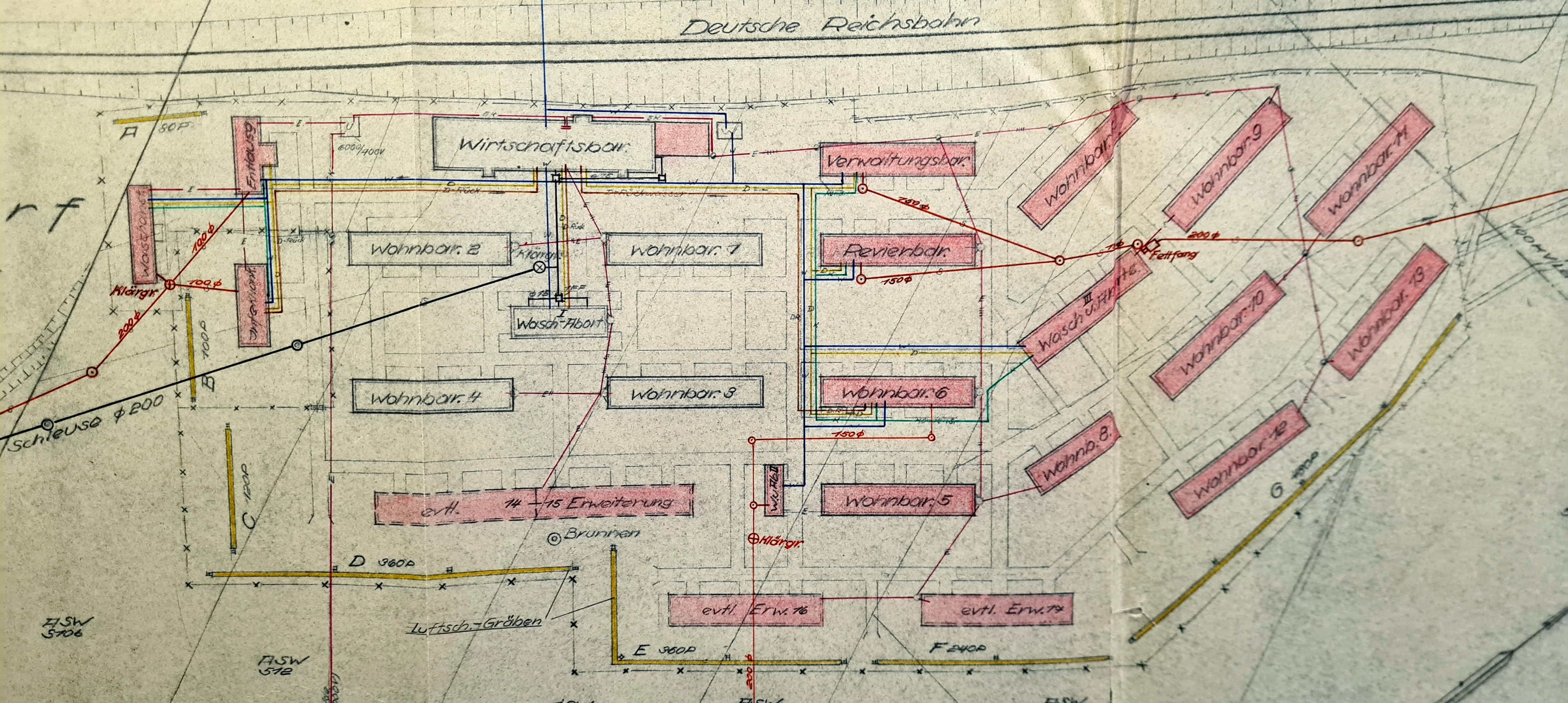
Lageplan 1943

Das ehemalige Zwangsarbeiterlager Seiferts Höhe (auch als Italienerwohnlager der ASW und Vorschaltlager bezeichnet) wurde von der Aktiengesellschaft Sächsische Werke (ASW) während des Zweiten Weltkriegs 1941 in Hirschfelde, heute ein Ortsteil von Zittau errichtet.

## Geschichte

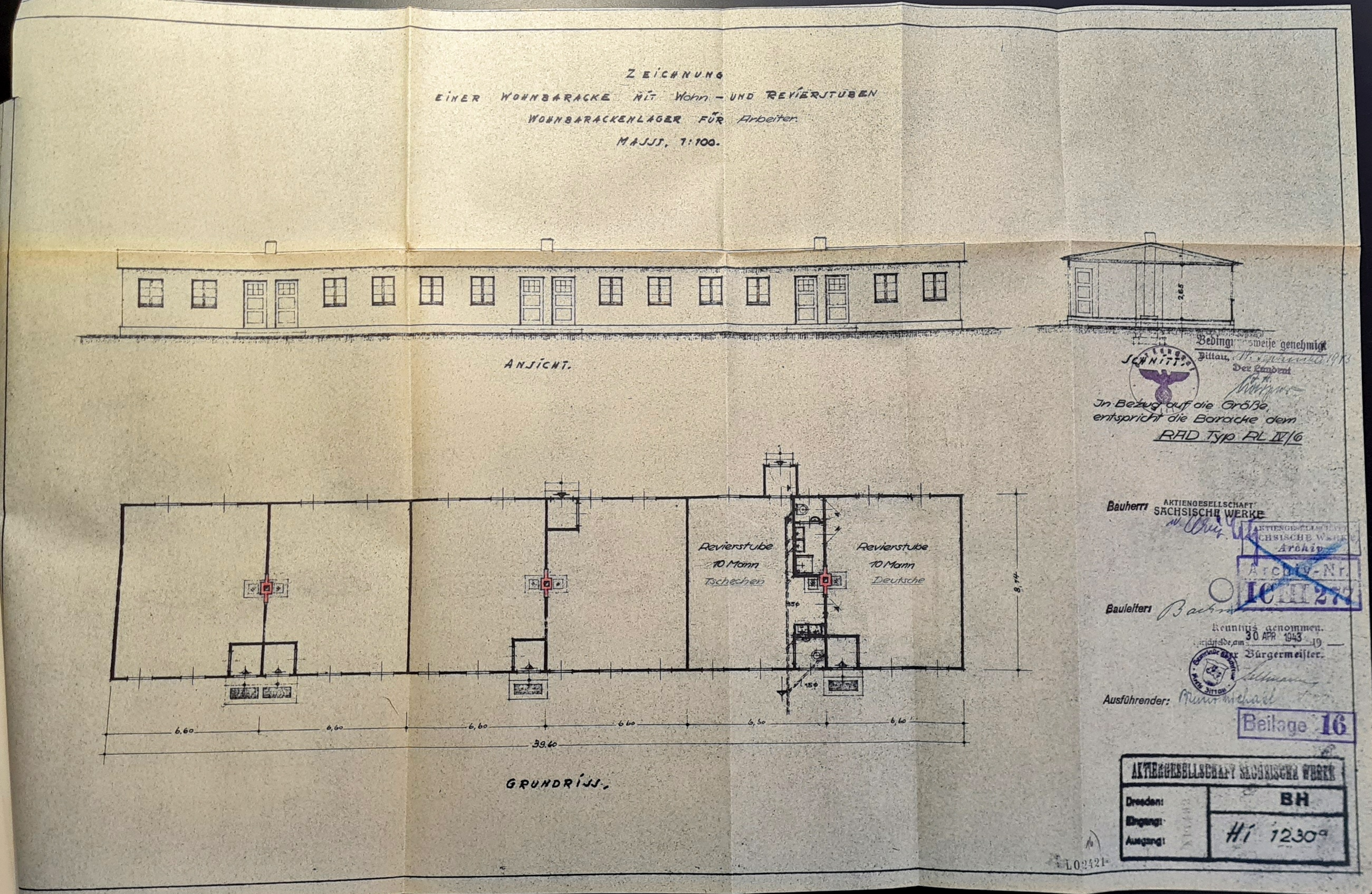
Wohnbaracke mit Wohn- und Revierstuben 1943

### Während es Zweiten Weltkriegs
Für den Betrieb und Ausbau des Kraftwerk Hirschfelde sowie des östlich der Lausitzer Neiße gelegenen Tagesbaus wurden zahlreiche Zwangsarbeiter gebraucht. Die ASW forderte dafür italienische Zwangsarbeiter an. Für diese errichtete sie südwestlich des Betriebsgeländes auf einer Hochterrasse oberhalb des Flusses ein umzäuntes Barackenlager. Dieses wurde bis 1944 schrittweise ausgebaut. So zum Beispiel 1942 mit weiteren Wohnbaracken, Wirtschaftsgebäuden, Werkstätten, einem Verwaltungsgebäude und einer hölzernen Bogenbrücke über die angrenzende Gleisanlage. 1944 wurde das Lager für knapp 80.000 Mark erweitert (nach heutiger Kaufkraft etwa 365.000 €), knapp die Hälfte des Geldes wurde für den Bau von Splitterschutzgräben aufgewendet. Im selben Jahr wurden gut 65.000 Mark für neue Wasch- und Toilettenanlagen, eine Kühlraumanlage und weitere Einrichtung investiert.
In den letzten beiden Kriegsjahren wurde es von etwa 800 Personen unterschiedlicher Nationen in wohl mindestens 15 Wohnbaracken bewohnt, darunter auch sogenannte „Ostarbeiter“ aus der Sowjetunion.

### Nach 1945
Nach Kriegsende dienten die Baracken bis Dezember 1945 als Internierungs- und Entnazifizierungslager. Von Sommer 1945 bis 1950 waren in einem getrennten Nutzungsbereich auch Vertriebene darin untergebracht. Es erfolgte die Gründung des Kleingartenvereins „Einheit“, der auch heute noch das Gelände bewirtschaftet.
Im Rahmen von zwei Schüler-Geschichtsprojekten der Fortbildungsakademie der Wirtschaft, Akademie Bautzen, wurde zwischen 2008 und 2010 sowie zwischen 2010 und 2012 die Geschichte des Lagers aufgearbeitet und am Standort durch Informationstafeln zugänglich gemacht.
An die verstorbenen Zwangsarbeiter erinnert ein Ehrenhain auf dem Friedhof von Hirschfelde.

## Gebäudebestand
Die ehemalige Waschbaracke I ist bis heute erhalten und wird als Vereinshaus genutzt. Sie wurde 1941 errichtet und befindet sich zum Großteil noch im Originalzustand. Die längsrechteckige Baracke ist aus Ziegelsteinen errichtet und besitzt ein Satteldach. Lediglich einige der Fenster an der Längsseite sind durch große Fenster ersetzt wurden, um die Nutzung als Vereinsheim realisieren zu können.
Die unterirdischen Splittergräben wurden wohl schon 1945 verfüllt und die übrigen Wohn- und Funktionsbaracken nach dem Auszug der Flüchtlinge abgebrochen. Erkennbar sind heute noch die Reste des ehemaligen Wegenetztes und zahlreiche Barackenfundamente (zum Beispiel des Wirtschafts- und Infektionsbereiches) im Bereich der heutigen Kleingartenanlage. Am Standort der 1945 abgerissenen ehemaligen Wirtschaftsbaracke mit Speiseraum, Küche und Lagerräumen befindet sich heute eine Überdachung. Der Platz wird als Festplatz der Gartensparte genutzt.
Besondere Zeugniswert kommt einem etwa 350 Quadratmeter großen Lagerkeller im Südosten des Areals zu, der offensichtlich zudem als Schutzbunker genutzt wurde. Die großen Eingangstore lassen darauf schließen, dass die Versorgung über Transporter geschah.